# Lazareto (Cabo Verde)
Lazareto (Crioulo cabo-verdiano, ALUPEC: Lazaretu, Crioulo de São Vicente: Lazaret') é uma vila no noroeste da ilha de São Vicente, Cabo Verde, entre o Monte Cara e a baía do Porto Grande. Junto à povoação encontra-se o quartel militar do Morro Branco e várias unidades industriais.

## Vilas próximas ou limítrofes
- Mindelo, lés-nordeste (distância: 4 km)
- São Pedro (aeroporto), sul (distância: aprox. 5 km)